# 田吉駅
田吉駅（たよしえき）は、宮崎県宮崎市大字田吉にある、九州旅客鉄道（JR九州）の駅である。

## 概要
当駅はもともと宮崎交通線の駅として1913年に開業したが、路線の廃止に伴い1962年に廃止された。翌1963年に日本国有鉄道（国鉄）が宮崎交通線の跡地を利用して日南線を開通させたのに伴い2代目駅が開業したが、利用客が少ないために1971年に廃止された。
その後国鉄分割民営化を経て1996年に宮崎空港線が開業した際、日南線と宮崎空港線の分岐駅として開業したのが現在（3代目）の当駅である。なお、当駅の所属線は日南線である。
宮崎空港線は当駅が起点であるが全列車が南宮崎駅まで乗り入れており、大半の列車はさらに日豊本線に乗り入れて宮崎駅あるいはその以北に直通している。当駅は「海幸山幸」以外の特急列車は全て通過する。
なお宮崎駅 - 当駅間は乗車券のみで「海幸山幸」の普通車自由席に乗車可能であり、当駅を跨いで乗車する場合も特急料金は当駅以南の区間のみで計算される。

## 歴史
- 1913年（大正2年）10月31日：宮崎交通線の駅として初代駅が開業する[2]。
- 1962年（昭和37年）7月1日：宮崎交通線廃止に伴い駅が廃止される[2]。
- 1963年（昭和38年）5月8日：国鉄 日南線の駅として2代駅が開業する[2]。旅客のみを取り扱う駅員無配置駅[4]。
- 1971年（昭和46年）10月1日：駅が廃止される[1][2]。
- 1996年（平成8年）7月18日：JR日南線・宮崎空港線の駅として3代駅が開業する[1][2]。
- 2015年（平成27年）11月14日：ICカード「SUGOCA」の利用が可能となる[5]。
- 2022年（令和4年）4月1日：宮崎支社の発足により、鹿児島支社から同支社へ移管[6]。

## 駅構造

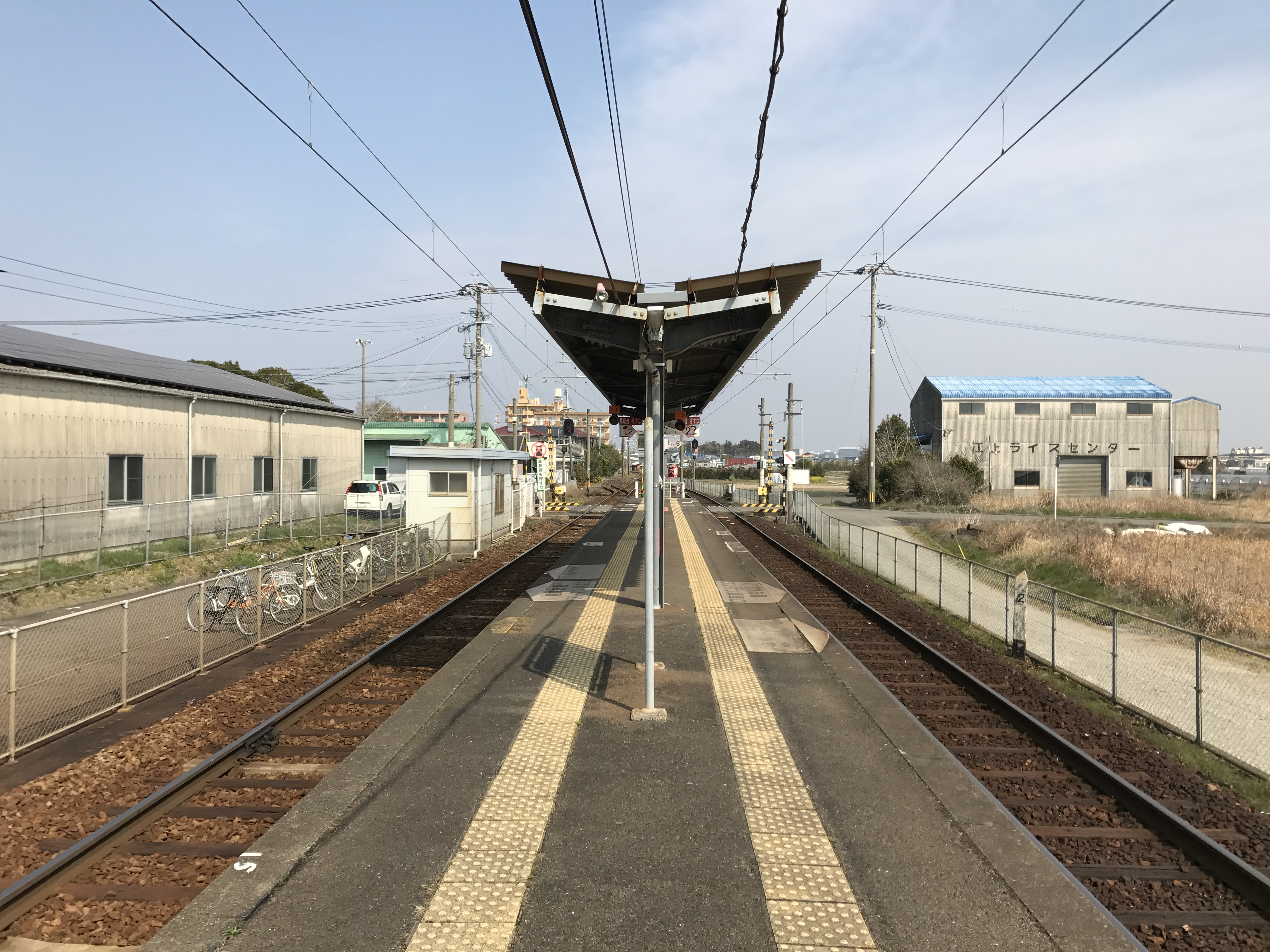
ホーム（2017年3月）

島式ホーム1面2線を有する地上駅。駅舎はなく、出入口とホームは構内踏切と階段で結ばれており、線路脇に小さな待合所が置かれている。無人駅である。1番線を本線とする1線スルー方式で、2線とも上下方向に信号機が設置されており、追い越し可能な構造となっている。日南線と宮崎空港線は鉄橋を挟んで志布志方にある分岐器で分岐する。ホームは非常に狭く、また1番線、2番線それぞれ5両、4両分の長さしかないため6両以上の列車は当駅で客扱いができない（列車交換自体は7両編成まで可能）。そのため、宮崎空港線の特急列車の間合いの普通列車は5両以下に限って運用されている。
当駅で閉塞方式が変わり、日南線上り（南宮崎方面）と宮崎空港線は「特殊自動閉塞式（軌道回路検知式）」、日南線下り（志布志方）は「特殊自動閉塞式（電子符号照査式）」となる。そのため、南宮崎方は「車載機を押すな」という大きな標識が設置されているほか、志布志方面とを行き来する列車は必ず当駅で一旦停車する必要がある。
ICカード「SUGOCA」の利用が可能（相互利用可能ICカードはSUGOCAの項を参照）で（相互利用可能ICカードはSUGOCAの項を参照）、簡易SUGOCA改札機が設置されている。SUGOCAの販売、およびチャージの取り扱いは行っていない。またSUGOCAは南宮崎駅方面、または宮崎空港駅方面のみ利用可能で、日南線の青島駅・油津駅方面へは利用できない。

### のりば
| のりば | 路線        | 方向 | 行先                   | 備考          |
| ------ | ----------- | ---- | ---------------------- | ------------- |
| 1      | ■日南線     | 上り | 南宮崎・宮崎方面       | 一部2番のりば |
| 2      | ■宮崎空港線 | 下り | 宮崎空港方面           |               |
| 2      | ■日南線     | 下り | 青島・油津・志布志方面 |               |

## 利用状況
2015年度の1日平均乗車人員は37人である。近年の乗車人員は以下の通り。
| 年度   | 1日平均 乗車人員 |
| ------ | ---------------- |
| 1996年 | 18               |
| 1997年 | 28               |
| 1998年 | 27               |
| 1999年 | 30               |
| 2000年 | 31               |
| 2001年 | 30               |
| 2002年 | 31               |
| 2003年 | 28               |
| 2004年 | 24               |
| 2005年 | 30               |
| 2006年 | 25               |
| 2007年 | 30               |
| 2008年 | 32               |
| 2009年 | 28               |
| 2010年 | 40               |
| 2011年 | 37               |
| 2012年 | 36               |
| 2013年 | 40               |
| 2014年 | 39               |
| 2015年 | 37               |

## 駅周辺
周辺は航空法による開発規制のため、住宅地・田園地帯となっている。また、駅からは宮崎空港を発着する飛行機も見える。
- 宮崎市立赤江中学校
- 宮崎市役所赤江地域センター
- 一ツ葉道路 - 田吉インターチェンジ、本郷北方インターチェンジ
- 宮崎南警察署
- 航空大学校
- Discountタイヨー赤江店
- コープみやざき 赤江店

## 隣の駅
九州旅客鉄道（JR九州）
■日南線
- 特急「海幸山幸」停車駅

■快速「日南マリーン号」
南宮崎駅 - 田吉駅 - 木花駅
■普通
南宮崎駅 - 田吉駅 - 南方駅
■宮崎空港線（南宮崎駅 - 当駅間は日南線）
南宮崎駅 - 田吉駅 - 宮崎空港駅
※宮崎交通線時代は、当駅と南方駅の間に飛行場駅が存在した。